# (3067) Akhmatova
Pour les articles homonymes, voir Akhmatova (homonymie).
(3067) Akhmatova est un astéroïde de la ceinture principale.

## Description
(3067) Akhmatova est un astéroïde de la ceinture principale. Il fut découvert le 14 octobre 1982 à Naoutchnyï par Lioudmila Jouravliova et Lioudmila Karatchkina. Il présente une orbite caractérisée par un demi-grand axe de 2,25 UA, une excentricité de 0,14 et une inclinaison de 4,5° par rapport à l'écliptique.
Il est nommé en l'honneur de la poétesse russe Anna Akhmatova.

## Compléments